# Moodle
 (mai 2019).
Moodle est une plateforme d'apprentissage en ligne (en anglais : Learning Management System ou LMS) libre distribuée sous la Licence publique générale GNU écrite en PHP. Développée à partir de principes pédagogiques, elle permet de créer des communautés s'instruisant autour de contenus et d'activités. Le mot « Moodle » est l'abréviation de Modular Object-Oriented Dynamic Learning Environment : « Environnement orienté objet d'apprentissage dynamique modulaire ».
Outre la création de cours à l'aide d'outils à l'usage des formateurs, Moodle permet l'organisation de cours sous forme de filières (catégories et sous-catégories, cohortes…) qui lui confère un potentiel de mise en place de dispositifs complets d'enseignement.
À un système de gestion de contenu, Moodle ajoute divers outils d'interactions pédagogiques et communicatives créant un environnement d'apprentissage en ligne, avec, via le réseau, des interactions entre pédagogues, apprenants et ressources pédagogiques.
Moodle est extensible par des plugins développés par sa communauté. Il est intégré, depuis 2020, au socle interministériel de logiciels libres de l'État français.

## Historique
Moodle a été créé par Martin Dougiamas, auparavant administrateur de la plate-forme WebCT à l'université Curtin en Australie, dans le but d'aider les enseignants et formateurs à créer et gérer des cours en ligne axés sur l'interaction et la construction collaborative de contenus. Dans le cadre de ses recherches doctorales, Martin a étudié les apports du constructivisme social dans la pédagogie en ligne. Son projet de thèse, intitulé « The use of Open Source software to support a social constructionist epistemology of teaching and learning within Internet-based communities of reflective inquiry », a fortement influencé la conception de la plate-forme Moodle.
Une autre caractéristique de cette application est de s'inscrire dans le mouvement open source : codée dans le langage informatique libre PHP, elle s'utilise dans un environnement LAMP (série d'applications libres pour serveur) et doit son développement à l'existence d'une communauté de développeurs bénévoles. En tant qu'application libre, Moodle représente une rupture face aux solutions propriétaires, telles que WebCT.

## État de développement
Moodle est en constante évolution. La première version a été publiée le 20 août 2002. Le projet Moodle est actuellement coordonné par Moodle HQ, une entreprise australienne de cinquante développeurs financée par un réseau de 84 Partenaires Moodle, entreprises de services Moodle du monde entier. Le développement de Moodle est également soutenu par le travail de programmeurs de logiciels libres.
La version 1.9 de l'application est lancée en 2008, et a été maintenue pendant six ans. Depuis Moodle 2.0, de nouvelles versions sortent tous les 6 mois. La version 2.7 LTS (première version suivie à long terme) est sortie en mai 2014, la version 3.1 LTS (seconde version suivie à long terme) est sortie en mai 2016, la version 3.5 LTS est disponible depuis le 17 mai 2018. La version 3.7.1 est disponible depuis le 8 juillet 2019. La dernière version 3.9 qui est une version LLTS (Long Long Time Support) est sortie le 15 juin 2020 (Moodle 3.9 release notes).
Au mois de décembre 2017, plus de 93 000 sites dans 232 pays ont enregistré leur implantation, avec plus de 122 millions d'utilisateurs. La plateforme est traduite dans plus de 100 langues.
Moodle peut intégrer les fonctionnalités de centaines de modules complémentaires (plugins), publiés également sous licence libre, permettant l'ajout de fonctionnalités et de connexions avec d'autres systèmes. En décembre 2018, on y trouvait 1536 modules et plus de 383 téléchargements « récents ».
Depuis le début 2016, un dispositif nomade Moodle sur Raspberry Pi 3, nommé « MoodleBox » est développé et diffusé par la communauté Moodle.
Plusieurs thèmes sont disponibles, y compris certains adaptatifs qui peuvent être consultés sur des appareils mobiles. Une application mobile est également disponible dans l'App Store (iOS), le Google Play Store (Android) et F-Droid (Android FLOSS repository).

## Déploiement
Moodle peut être téléchargé librement.
Il doit être installé sur un serveur web, comme Apache ou nginx, avec une base de données, à choisir parmi PostgreSQL, MariaDB, MSSQL ou Oracle Database. Des paquetages de Moodle combiné avec un serveur web et une base de données sont disponibles pour Microsoft Windows (utilisant XAMPP) et Macintosh (utilisant MAMP).
Il existe aussi d'autres possibilités d'installation automatique, par exemple au moyen d'un paquetage Debian, du déploiement d'une application intégrée TurnKey, de l'utilisation de Bitnami, ou d'un service d'installation en un clic comme Installatron. Moodle fonctionne également sur Unix, Linux, FreeBSD et NetWare.
Des partenaires Moodle certifiés (les Moodle Partners) fournissent d'autres services Moodle, incluant l'hébergement, la formation, la personnalisation et le développement de contenus. Ce réseau de fournisseurs soutient le développement du projet Moodle par des royalties.

## Fonctionnalités
Moodle préconise généralement BigBlueButton, un système de salle de conférence en ligne désigné pour l'éducation numérique. Mais d'autres outils de visio conférence peuvent s'y intégrer, comme Zoom, ou Jitsi qui est également une solution libre.
Le tableau de bord de l'élève se constitue des Cours, Profil, Notes, Messages personnels, Préférences, Calendrier, Utilisateurs en ligne, Chronologie des conférences, Dernières annonces et les notifications.
Le profil de l'élève se constitue de Photo de profil, Description, Numéro de téléphone, Page web, Courrier électronique...
Un cours se constitue de Annonce, Présence, Document (.pdf, .docx, .ppt ..) , Image (.jpeg, .gif, .png...)

## Interopérabilité
Moodle est interopérable avec plusieurs normes et outils, notamment e-learning.

### Normes
Moodle est nativement compatible avec le SCORM (norme 1.2) et le format H5P.
Il est important de préciser que contrairement à une idée commune, Moodle ne créé pas de contenu SCORM. Il n'est donc pas possible de générer des cours Moodle sur format SCORM pour les déployer sur une autre plateforme LMS.
Moodle est également compatible avec le standard LTI.

### Outils
Moodle permet, par plugins, d'intégrer des outils externes. A noter que cette intégration ne consiste pas en une simple iframe : la plateforme Moodle envoie et reçoit des informations vers et depuis l'outil externe (listing des étudiants, notes, ajouts dans le calendrier etc.).
Nativement, Moodle n'est compatible qu'avec un nombre restreint d'outils externes comme BigBlueButton. En revanche, un certain nombre de sociétés éditrices proposent des plugins pour intégrer leurs logiciels dans Moodle, avec des formules souvent payantes.
On peut citer, à titre d'exemple :
- Microsoft Teams
- Zoom
- Microsoft Azure (pour le SSO)
- Wooclap (outil de Technique de Rétroaction en Classe)
- Amanote (outil de prise de notes)

### Autres L(C)MS
- Blackboard (éditeur de logiciels)
- ILIAS
- Sakai (formation en ligne)
- edX